# Maxime Hueber-Moosbrugger
Maxime Hueber-Moosbrugger (1996) es un deportista francés que compite en duatlón. Ganó dos medallas en el Campeonato Mundial de Duatlón, plata en 2021 y bronce en 2022, y una medalla de oro en el Campeonato Europeo de Duatlón de 2022.

## Palmarés internacional
| Campeonato Mundial | Campeonato Mundial    | Campeonato Mundial | Campeonato Mundial |
| Año                | Lugar                 | Medalla            | Prueba             |
| ------------------ | --------------------- | ------------------ | ------------------ |
| 2021               | Avilés (España)       | Medalla de plata   | Individual         |
| 2022               | Târgu Mureș (Rumania) | Medalla de bronce  | Individual         |
| Campeonato Europeo |                       |                    |                    |
| Año                | Lugar                 | Medalla            | Prueba             |
| 2022               | Bilbao (España)       | Medalla de oro     | Individual         |